# محرم بسیم
محرم بسیم (۲۰ مرداد ۱۲۹۹ – ۸‌ مهر ۱۳۹۲) بازیگر اهل ایران بود. پیکر وی در ۸ مهر ۱۳۹۲ در قطعه هنرمندان بهشت زهرا به خاک سپرده شد.

## گزیدهٔ آثار

### سینما
- کوچولوی خوش‌شانس (۱۳۸۳ در عنوان بندی نیامده)
- سهراب (۱۳۷۸)
- شبیخون (۱۳۷۶)
- جوانمرد (۱۳۷۵)
- بازی‌های پنهان (۱۳۷۴)
- افسانه دو خواهر (۱۳۷۳)
- می‌خواهم زنده بمانم (۱۳۷۳)
- آنها هیچ‌کس را دوست ندارند (۱۳۷۲)
- ضربه آخر (۱۳۷۲)
- پرواز را به خاطر بسپار (۱۳۷۱)
- چهارشنبه عزیز (۱۳۷۱)
- دو نفر و نصفی (۱۳۷۰)
- دو سرنوشت (۱۳۶۸)
- گلنار (۱۳۶۷)
- در انتظار شیطان (۱۳۶۶)
- شکار (۱۳۶۶)
- غریبه (۱۳۶۶)
- خانه ابری (۱۳۶۵)
- تیغ و ابریشم (۱۳۶۴)
- جدال (۱۳۶۴)
- میلاد (۱۳۶۳)
- یک روز گرم (۱۳۶۳)
- خاک و خون (۱۳۶۲)
- مرگ سفید (۱۳۶۲)
- شجاعان ایستاده می‌میرند (۱۳۵۹)
- مفسدین (۱۳۵۹)
- رفاقت (۱۳۵۶)
- یکی خوش صدا یکی خوش دست (۱۳۵۶)
- عشق و خشونت (۱۳۵۶)
- سرایدار (۱۳۵۵)
- ممل آمریکائی (۱۳۵۴)
- فاصله (۱۳۵۴)
- سلام بر عشق (۱۳۵۳)
- قربون زن ایرونی (۱۳۵۲)

### تلویزیون
- پسرعموها[۳] (۱۳۶۸)
- خانه به دوش
- کت و شلوار خواستگاری (۱۳۷۴ سعید سلطانی) شبکه اول
- پدرسالار (۱۳۷۴ اکبر خواجویی)
- خانه‌به‌دوش (۱۳۸۳ رضا عطاران)
- آژانس دوستی (۱۳۷۸ احمد رمضان‌زاده)
- اولین بار که در انقلاب شرکت کردم (۱۳۶۱ «محمد دیهیمی»، «حسین دوامی»، «حمید دهقانپور»، «فرامرز باصری» و «محمود خوش‌زبان»)
- محاکمه (مجموعه تلویزیونی) (۱۳۷۸–۱۳۷۷ حسن هدایت)
- گزارش، نقطه صفر (۱۳۷۱ محسن شاه‌محمدی)
- بگذار آفتاب برآید (۱۳۷۸–۱۳۷۷ حسین مختاری)
- راهیان (۱۳۷۴ علی بیابانی)
- بچه‌های مدرسه همت (۱۳۷۶–۱۳۷۵ رضا میرکریمی)